# Клан Маккі

Нашоломник клану Маккі.

Герб вождів клану Маккі.

Клан Маккі (англ. — Clan Mackie, гел. — Clan MacAoidh) — клан Макаод — клан Синів Вогню — один з кланів рівнинної частини Шотландії — Лоулендсу. На сьогодні клан не має визнаного герольдами Шотландії та лордом Лева вождя, тому називається в Шотландії «кланом зброєносців». Такі клани в Шотландії не мають право володіти гербом, але цей клан виняток — за ним визнано право володіти гербом клану.
Символ клану: крук
Гасло клану: Labora — працюй (лат.)

## Історія клану Маккі
Гельська назва клану Маккі — клан Макаод — у буквальному перекладі — клан Синів Вогню. Клан Маккі виник і володів землями в Галловей. Походження клану туманне і губиться в глибині віків. Клан Маккі був відомий у XVI—XVII століттях. На початку XVII століття вождь клану сер Патрік Ларг був одним з 50 відомих шотландських колоністів яких послали в Ірландію — колонізувати цю країну і перетворити її в частину Великої Британії і частину протестантського світу. Йому були виділені землі, відібрані в ірландських кланів, які колись ними володіли. Сер Патрік Ларг отримав 1000 акрів (4,5 квадратних кілометрів або 1,56 квадратних миль) в графстві Донегол (Дун на нГалл), що нині є частиною республіки Ірландія. Пізніше ці землі були втрачені кланом Маккі — ці землі були передані Джону — графу Аннадейл. Гілка Маккі Ларг придбала землі Баргалі в Кіркудбрітширі (Шотландія) і зеимлі Ошенкерн, що біля замку Дуглас. Сьогодні люди клану Маккі живуть в Керкубрі (Шотландія).

## Символіка клану Маккі
Герб вождів клану Маккі Ларг являє собою зображення на срібному фоні двох воронів, що пробиті в області шиї стрілою. Над цим зображення є зображення лева. Походження цього герба пов'язане з наступною подією. Вождь клану Маккі Ларг був на полюванні в компанії короля Шотландії Роберта II. Маккі Ларг хвалився королю своїм вмінням стріляти з лука. Королю набридли ці вихваляння, і він показав на двох круків, що сиділи на дереві і попросив вождя Маккі Ларга збити цих круків стрілами. Маккі Ларг вистрілив з влучив в обох круків одною стрілою. Лев на гербі символізує короля.